# ビッビエーナ枢機卿の肖像
『ビッビエーナ枢機卿の肖像』（伊: Ritratto del Cardinale Bibbiena, 英: Portrait of Cardinal Bibbiena）は、盛期ルネサンスのイタリアの巨匠ラファエロ・サンツィオが1516年頃に制作した肖像画である。油彩。描かれた人物はビッビエーナ枢機卿ことベルナルド・ドヴィーツィ（1470年-1520年）である。枢機卿ジャンカルロ・デ・メディチのコレクションを経て、現在はフィレンツェのパラティーナ美術館に所蔵されている。

## 人物
ベルナルド・ドヴィーツィは1470年にトスカーナ、カゼンティーノ地方のビッビエーナに生まれた。洗練された人文主義の教養の持ち主として名声を獲得し、ロレンツォ・デ・メディチとその息子で後に教皇レオ10世となるジョヴァンニ・デ・メディチとの関係を深めた。メディチ家を支援し続けたドヴィーツィはジョヴァンニが教皇となると、1513年に教皇庁最高記録官およびサンタ・マリア・イン・ポルティコ聖堂宝物管理官兼枢機卿に任命され、最も信頼される秘書としてレオ10世に仕えた。またラファエロとは長年にわたって深い友情で結ばれており、姪のマリアをラファエロに引き合わせたエピソードはジョルジョ・ヴァザーリの記述によってよく知られている。彼の死はラファエロの死の7か月後の1520年11月9日であった。

## 作品
ドヴィーツィは枢機卿としての公式の衣装である白いローブと赤いシルクのモゼッタをまとい、赤いビレッタ帽子を被った姿で描かれている。ドヴィーツィは右腕を椅子の肘付きに置き、左手には教皇に宛てたであろ「Sanctissimo d（omi）no nostroPap…」という言葉が書かれた書簡を握っている。ラファエロはわずかに下げた視点と4分の3正面のポーズによってピラミッド型の構図を拡大しており、厚みのあるダマスク織のモゼッタとは対照的な、前景の細かいひだの白い袖に鑑賞者の視線を引き付けている。肖像画の最も卓越した点は写実的に表現されたドヴィーツィの鋭い表情と注意深い視線であり、それによってラファエロは彼の権威と知性およびその人間性を描き出している。
本作品は長年にわたって研究者から評価されておらず、ヴァザーリの言及した肖像画であることやラファエロの真筆性について疑念が持たれていたが、1962年の修復によってその考えは改められた。制作年については1517年から1518年の肖像画『レオ10世と枢機卿たち』と非常に似通っていることから、これより少し前の1516年から1517年頃に位置づけられている。

## 来歴
絵画はもともとドヴィーツィ家が所有していたが、1637年にはトスカーナ大公フェルディナンド2世・デ・メディチの弟ジャンカルロ・デ・メディチ枢機卿のコレクションの一部であったことが知られている。おそらくドヴィーツィ家から贈られたものである。ジャンカルロが1663年に死去すると、コレクションは莫大な負債の弁済のために競売にかけられたが、そのうち最も重要な『ヒワの聖母』（Madonna del cardellino）などの作品は一族によって買い戻されている。本作品の場合はジャンカルロの義理の姉である大公妃ヴィットーリア・デッラ・ローヴェレの手に渡ると、ヴィットーリアは生前のうちに息子のフランチェスコ・マリーア・デ・メディチに他の財産とともに譲渡した。フランチェスコ・マリーアの死後はデッラ・ローヴェレ家の財産とともにメディチ家に加わり、ピッティ宮殿で飾られた。ピエトロ・レオポルドの時代には「ユピテルの間」で『小椅子の聖母』（Madonna della Seggiola）や『ガラス窓の聖母』、『トンマーゾ・インギラーミの肖像』（Ritratto di Tommaso Inghirami）、『ヴェールを被る婦人の肖像』（La Velata）とともに展示されている。1799年にナポレオン率いるフランス軍によってパリに送られたが、1815年に返還され、翌1816年にパラティーナ美術館のサトゥルヌスの部屋に置かれた。